# 林奇
林奇（1981年11月—2020年12月25日），男，浙江温州人，中国企业家。

## 生平
1981年出生于浙江温州，从小就喜欢游戏。2004年毕业于南京邮电大学，在校期间，曾参与星际传奇战队，代表江苏赛区与韩国对手比赛。后获得长江商学院EMBA学位。先后任职于浙江中国电信和上海天软，2009年6月创建游族网络并担任董事长兼首席执行官，同年成功登上胡润百富榜，排名第912位，资产45亿人民币。

### 離奇死亡
2020年12月16日，林奇在下班后发现身体不适自行就医，12月17日在医院就诊时，院方在治疗过程中与警方取得联系。同日上海警方将林奇的同事许垚刑事拘留。12月23日，游族网络发布公告称，董事长兼总经理林奇日前因身体不适入院，经治疗目前身体状况稳定并在持续好转。12月25日，林奇因抢救无效，在上海华山医院逝世，享年39岁。林奇将许垚年薪由2000万人民币降至400万，後林奇被公司高管许垚下毒致死，林奇的一名助理、“三体宇宙”高管赵骥龙、赵骥龙的妻子等三人也因此事中毒。
2023年10月31日，上海市第一中级人民法院开庭审理许垚被公诉指控故意杀人罪一案。2024年3月22日，许垚一审被判處死刑。